# Keylogger

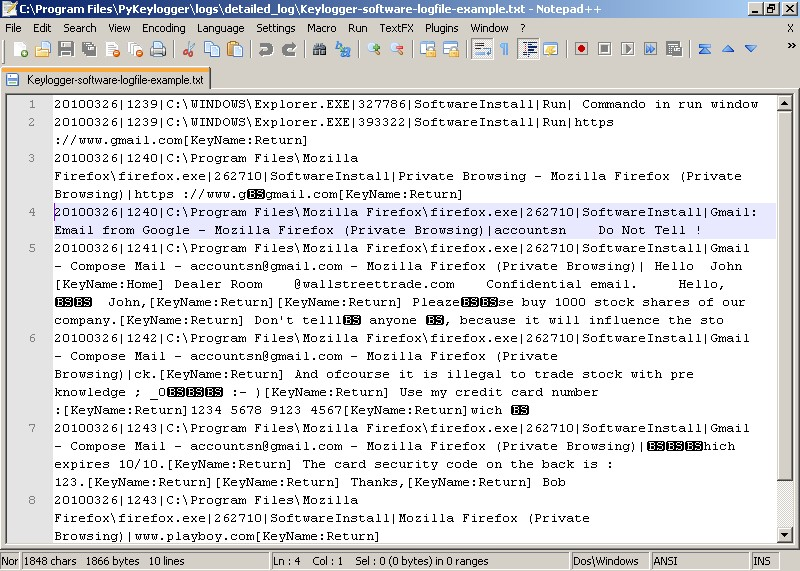
Een logfile van een software-keylogger

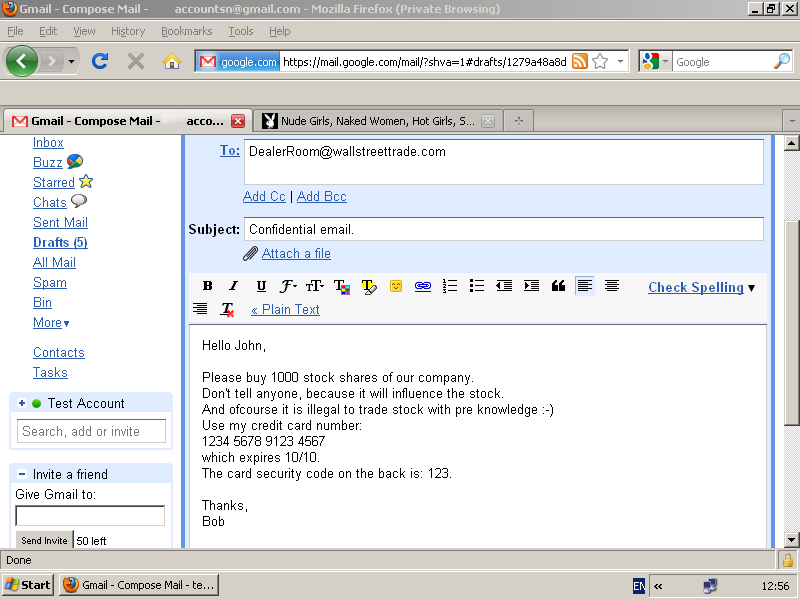
Een screen capture van een software-keylogger

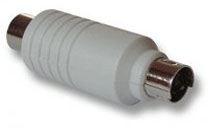
Een hardware-keylogger (PS/2)

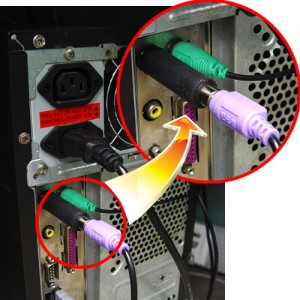
Een aangesloten hardwarematige keylogger

Een keylogger is een programma of een stuk hardware waarmee men de toetsaanslagen tot zelfs de muisbewegingen van een computergebruiker kan registreren.

## Redenen voor het gebruik van keyloggers
Deze informatie kan worden gebruikt voor verscheidene doeleinden. Meestal probeert men door middel van keyloggers persoonlijke informatie te stelen. Hierbij gaat het vaak om wachtwoorden en gebruikersnamen of creditcardnummers. Ook belangrijke en vertrouwelijke e-mails kunnen onderschept worden. Tegenwoordig worden keyloggers ook ingezet op de werkvloer. Op deze manier kunnen werkgevers hun werknemers controleren. Een keylogger kan er bijvoorbeeld voor zorgen dat er een lijst van alle bezochte websites wordt blootgelegd. Zo kan de werkgever nagaan of zijn werknemers wel degelijk aan het werk zijn.
Een keylogger kan ook dienstdoen als back-up, namelijk als het computersysteem crasht. Deze functie van keyloggers is dan weer interessant voor grotere bedrijven waarbij crashes ernstige gevolgen kunnen hebben. Keyloggers kunnen reeds worden ondergebracht onder de noemer van spyware.

## De werking van een keylogger
Het programma draait op de achtergrond waardoor de nietsvermoedende gebruiker geen last ondervindt of er ook maar iets van opmerkt. Een keylogger slaat zijn informatie op in een logfile. Deze kan via het internet bezorgd worden aan de opdrachtgever, bijvoorbeeld via e-mail. Je kunt het programma van een keylogger beveiligen door middel van een wachtwoord. Hierdoor kan enkel de opdrachtgever het programma gebruiken. Een keylogger kan aan een tijdschema worden onderworpen zodat de taken enkel uitgevoerd worden tijdens de uren dat de gebruiker meestal actief is. Naast de belangrijkste functies zijn keyloggers ook in staat om klembordtekst te loggen. Uitgebreidere keyloggersoftware kan ook regelmatig screen captures maken, waardoor gelogd wordt wat er op dat moment op het scherm te zien was.

## Beveiligen tegen keyloggers
Software voor keyloggers staat niet standaard op een computer, maar wordt veelal geïnstalleerd door de hacker zelf, weliswaar via een omweg. Keyloggers kunnen doorgegeven worden via het installeren van software of via virussen en wormen. Vaak gebeurt dit zonder dat de gebruiker zich van kwaad opzet bewust is. Daarom is het belangrijk de computer goed te beveiligen. Dit houdt in:
- Een firewall gebruiken. Keyloggers verspreiden hun informatie via het internet. Een firewall kan onbekende programma’s die contact zoeken met het internet opmerken, om dan de gebruiker te waarschuwen.
- Antivirussoftware en een programma dat spyware tegengaat gebruiken. Deze zijn in staat om de aanwezigheid van keyloggers op te sporen. Eenmaal ze de aanwezigheid van keyloggers ontdekt hebben, kunnen ze ook gebruikt worden om deze keyloggers te verwijderen van de computer.
- Voorzichtigheid bij het installeren van nieuwe software (kan een computervirus of keylogger bevatten).
- Updates installeren: software wordt regelmatig getroffen door beveiligingslekken. Dit is zeker belangrijk bij webbrowsers.

Er bestaat software om keyloggers op te sporen. Dewasoft bracht eerder al twee tools op de markt die deze taak op zich nemen.

## Hardware-keylogger
Keyloggers bestaan niet alleen in de vorm van software, maar ze kunnen ook als hardware voorkomen. Het is een hulpstukje tussen de computer en de kabel van het toetsenbord. Deze keyloggers hoeven niet geïnstalleerd te worden via software en kunnen zelf ook niet opgemerkt worden door scanners. Ze hebben echter het nadeel dat ze waarneembaar zijn langs de buitenkant van de computer, maar voor mensen die weinig kennis van computers en hardware hebben is het zeer moeilijk om een keylogger op te merken.

### Formaten
Een hardware-keylogger beschikt over een flashgeheugen. Afhankelijk van de opslagcapaciteit (frequent 2MB tot 2GB), kunnen er meer of minder toetsaanslagen opgeslagen worden. Een keylogger met een geheugencapaciteit van 2MB stemt ongeveer overeen met 1.000.000 toetsaanslagen.
Keyloggers zijn verkrijgbaar in verschillende formaten:
- USB-aansluiting
- Men kan ze ook via een chip installeren in het toetsenbord zelf.

Vroeger waren keyloggers ook verkrijgbaar met een PS/2-aansluiting.

### Extra functies en varianten
Keyloggers kennen heel wat varianten. Zo zijn er keyloggers met of zonder extra software. Deze software kan helpen om de instellingen te wijzigen naar de voorkeur van de gebruiker. Andere extra opties zijn bijvoorbeeld de timerfunctie en wifi. Door de timerfunctie kan de keylogger bijhouden op welke datum en welk uur de gebruiker iets getypt heeft. Wifi-keyloggers zijn heel wat duurder omdat zij hun informatie rechtstreeks kunnen doorsturen via het internet naar de opdrachtgever.

### Draadloze keylogger
Naast hardware-keyloggers bestaan sinds kort ook draadloze keyloggers. Het geheel bestaat uit een kabel van het toetsenbord naar de computer van de gebruiker, de zender, en een ontvanger. In de zender zit een ingebouwde draadloze verbinding met de ontvanger. De opdrachtgever beschikt zelf over die ontvanger. Zo kan de zender alle verwerkte informatie doorsturen naar de ontvanger.
Het grote voordeel is dat als de zender eenmaal geïnstalleerd is, de opdrachtgever zich niet meer hoeft te vertonen aan de computer van de gebruiker. Uiteraard werkt een draadloze verbinding maar vanaf een bepaalde afstand. De maximale afstand kan ongeveer 50 meter bedragen.
Met computers die iemand niet zelf beheert moet voorzichtig worden omgegaan. Een computer in een internetcafé zou bijvoorbeeld door een (vorige) gebruiker besmet kunnen zijn met een keylogger. Het kan dan nog steeds zo zijn dat er een antivirusprogramma actief is, maar dat alle meldingen met betrekking tot de keylogger handmatig uitgezet zijn.

## Toekomst van de keylogger
Keyloggers zijn legaal verkrijgbaar en worden dus gebruikt voor verschillende doeleinden. Bijvoorbeeld door ouders om hun kinderen te controleren terwijl ze surfen op het net. Buiten de voordelen die keyloggers bieden, moet men toch nadenken over de gevolgen die ze met zich mee kunnen brengen. Aangezien keyloggers legaal zijn, zou het kunnen dat over enkele jaren een keylogger standaard wordt ingebouwd in een toetsenbord.